# Aero Caribbean
Aero Caribbean (исп. Empresa Aerocaribbean SA) — бывшая авиакомпания, базировавшаяся на Кубе в аэропорту Гаваны (Международный аэропорт имени Хосе Марти).

## История
Авиакомпания была основана в 1982 году как Empresa Aero и начала свою деятельность 2 декабря 1982 года. Она была создана кубинским правительством для выполнения внутренних рейсов и региональных чартерных перевозок в дополнение к национальному перевозчику Cubana. Она полностью принадлежала правительству Кубы. В 2015 году вошла в состав государственной кубинской авиакомпании Cubana de Aviación.

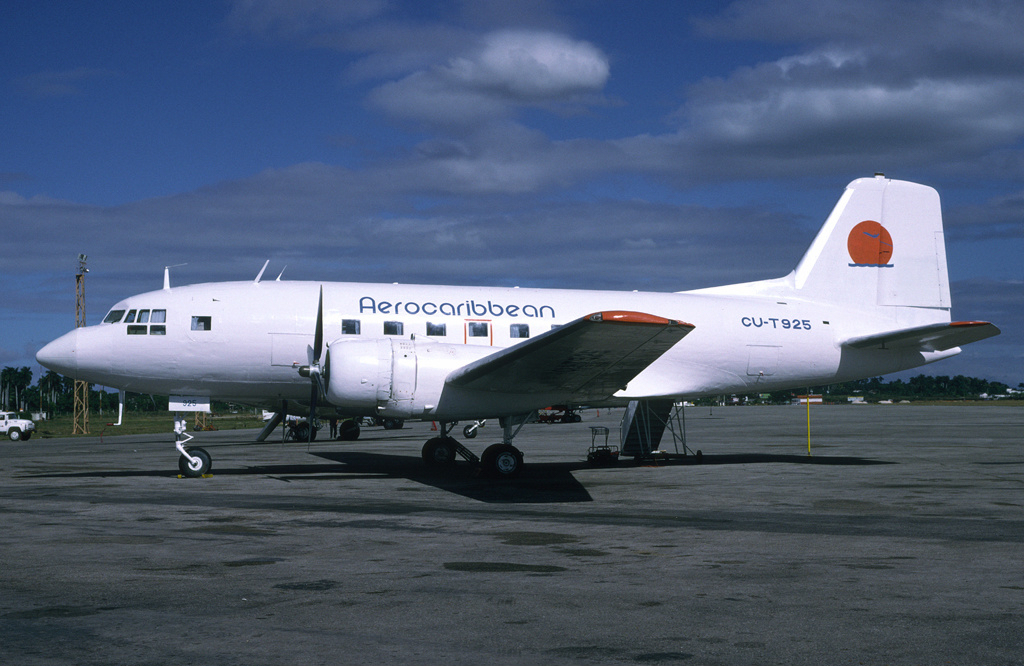
Ил-14 компании Aero Caribbean

## Аварии и катастрофы
- 15 ноября 1992 года самолёт Ил-18Д Aero Caribbean врезался в гору при подходе к аэропорту города Пуэрто-Плата в Доминиканской Республике. Погибли все 6 членов экипажа и 28 пассажиров, среди которых была сборная Доминиканской Республики по шахматам.
- 4 ноября 2010 года самолёт ATR 72-212 авиакомпании Aero Caribbean, выполнявший рейс Сантьяго-де-Куба — Гавана, разбился близ города Санкти-Спиритус в центре Кубы[4]. Погиб 61 пассажир и 7 членов экипажа[5].